# T.O.P.
T.O.P. è un album in studio del gruppo musicale statunitense Tower of Power, pubblicato nel 1993.

## Tracce
1. Soul With a Capital 'S' - 4:59
2. It All Comes Back - 3:55
3. Please Come Back (to Stay) - 5:28
4. The Real Deal - 4:30
5. Come to a Decision - 5:32
6. Cruise Control - 5:04
7. The Educated Bump, Part I - 0:54
8. Mama Lied - 3:35
9. Quiet Scream - 4:21
10. I Like Your Style - 4:19
11. You - 4:31
12. South of the Boulevard - 5:59
13. Come on With It - 4:52
14. The Educated Bump, Part II - 1:02